# Carse (província)
Cars ou Carse (em turco: Kars; em arménio: Կարս; romaniz.: Kars ou Ղարս; Ghars ou Łars; em curdo: Qersê; em azeri: Qars) é uma província do nordeste da Turquia, na região da Anatólia Oriental, com capital na cidade homónima. Tem 10 193 km² de área e em dezembro de 2021 tinha 281 077 habitantes (densidade: 27,6 hab./km²).
A província está na zona arménia da Turquia, fazendo fronteira com a Arménia e a Geórgia. Esteve na posse da Rússia entre 1878 e 1917, sendo integrada na República Democrática da Arménia em 1918 como província de Vananda. A região foi tomada pela Turquia em 1920, durante a Guerra Turco-Arménia. Com o fim da República Democrática da Arménia e sua integração na União Soviética, esta reconheceu a soberania da Turquia sobre a região no Tratado de Carse, o que é contestado ainda hoje pela Arménia, baseando-se no facto desse tratado não ter sido ratificado pela então República Socialista Soviética da Arménia.